# Samia Suluhu
Samia Hassan Suluhu (Sultanato de Zanzíbar, 27 de enero de 1960) es una política y economista tanzana. El 19 de marzo de 2021 asumió el cargo de presidenta de Tanzania tras el inesperado fallecimiento de su predecesor, John Magufuli, convirtiéndose en la primera mujer jefa de Estado de la historia del país.
En 2015 tras las elecciones generales en las que hizo tándem con el candidato a presidente Magufuli, se convirtió en la primera mujer vicepresidenta de Tanzania. Previamente se desempeñó como diputada del distrito electoral de Makunduchi de 2010 a 2015 por el Partido de la Revolución y también asumió el cargo de ministra de Estado en la Oficina del Vicepresidente de Asuntos de la Unión desde 2010. Fue ministra en la región semiautónoma de Zanzíbar. En 2014 asumió la vicepresidencia de la Asamblea Constituyente encargada de redactar la nueva constitución del país.

## Biografía
Suluhu nació en el Sultanato de Zanzíbar. Estudió primaria en diferentes escuelas, incluida la escuela primaria Chwaka en Unguja de 1966 a 1968, la escuela primaria Ziwani en Pemba de 1970 a 1971 y la escuela primaria Mahonda en Unguja en 1972, según los detalles de su biografía en el sitio web de la vicepresidencia. De 1973 a 1975, Samia se unió a la escuela secundaria Ngambo y Lumumba en Unguja.
Tras completar la educación secundaria en 1977 se incorporó al Instituto de Administración Financiera de Zanzíbar (ZIFA) para realizar estudios de Estadística.
Fue empleada del Ministerio de Planificación y Desarrollo. En 1986 se incorporó al Instituto de Gestión del Desarrollo (actual Universidad de Mzumbe) donde realizó estudios avanzados en administración pública.
Tras estudiar en Tanzania estudió en el Instituto Nacional de Administración Pública en Lahore, Pakistán. En 1991 se incorporó al Instituto de Gestión para Líderes, Hyderabad en India realizando un curso de gestión de certificados.
En 1992, fue empleada en un proyecto financiado por el Programa Mundial de Alimentos (PMA). El siguiente paso fue trabajar en un proyecto financiado por el Programa Mundial de Alimentos. Entre 1992 y 1994, estudió en la Universidad de Mánchester graduándose con un diploma de posgrado en economía. En 2015, obtuvo una maestría en Desarrollo Económico Comunitario a través de un programa conjunto entre la Open University of Tanzania y la Southern New Hampshire University.

### Trayectoria política
En 2000 inició su trayectoria política. Fue elegida miembro especial de la Cámara de Representantes de Zanzíbar y nombrada ministra de Empleo Juvenil, Desarrollo de la Mujer y la Infancia en Zanzíbar con el presidente Amani Karume cargo que asumió de 2000 a 2005. Era la única ministra de alto rango en el gabinete y sufrió la discriminación y el sexismo por ser mujer explica su biografía.
Fue reelegida en 2005 desempeñando el puesto de ministra de Turismo, Comercio e Inversiones en Zanzíbar.
En 2010, se presentó a las elecciones de la Asamblea Nacional, como candidata por el distrito electoral de Makunduchi logrando la victoria con más del 80 % de votos. En 2014 el entonces presidente Jakaya Kikwete la nombró ministra de Estado para Asuntos Sindicales y ese mismo año fue elegida vicepresidenta de la Asamblea Constituyente encargada de redactar la nueva constitución del país.
En julio de 2015, fue elegida por el candidato presidencial John Magufuli como su compañera de fórmula en las elecciones generales, siendo la primera mujer que asumía ese puesto en la historia del Partido de la Revolución. Posteriormente se convirtió en la primera mujer vicepresidenta en la historia del país tras la victoria de Magufuli en las elecciones. Fue también la primera vicepresidenta de la región después de que Specioza Kazibwe asumiera la vicepresidencia de Uganda de 1994 a 2003.
Durante los cinco años como vicepresidenta representó a Tanzania en la mayoría de reuniones internacionales en Naciones Unidas, la Unión Africana, la SADC y en la comunidad de África Oriental. La última vez que se vio a Magufuli con vida fue en la cumbre de jefes de Estado del África Oriental en la que éste apareció para saludar y posteriormente fue Suluhu quien se hizo cargo de la reunión.

### Presidenta de Tanzania
John Magufuli revalidó la presidencia en las elecciones generales de octubre de 2020. Tras su muerte repentina a inicios del segundo mandato, la constitución establece que la vicepresidenta debe asumir la presidencia para el resto del mandato que se alarga hasta finales de 2025. Suluhu se convierte así en la primera mujer presidenta de Tanzania. En septiembre de 2021, Samia Suluhu confirmó que tenía la intención de postularse para la presidencia en 2025 y así convertirse en la primera mujer presidenta electa del país si gana.

## Vida personal
En 1978, se casó con Hafidh Ameir, actualmente un oficial agrícola jubilado y trabaja como consultor. Tienen una hija y tres hijos. Su hija, Wanu Hafidh Ameir, nacida en 1982, es la única que ha seguido sus pasos en la política y es miembro de la Cámara de Representantes de Zanzíbar.